# Autobahnkreuz Magdeburg
Das Autobahnkreuz Magdeburg (Abkürzung: AK Magdeburg; Kurzform: Kreuz Magdeburg)  ist ein Autobahnkreuz in Sachsen-Anhalt. Es verbindet die Bundesautobahn 2 (Oberhausen – Hannover – Berlin; Europastraße 30) mit der Bundesautobahn 14 (Wismar – Magdeburg – Dresden; Europastraße 49).

## Geographie
Das Autobahnkreuz befindet sich auf dem Gemeindegebiet von Hohe Börde im Landkreis Börde. Umliegende Städte und Gemeinden sind Niedere Börde, Barleben, Hohenwarsleben, Irxleben und Magdeburg. Die nächstgelegenen Ortsteile sind Olvenstedt auf Magdeburger Gebiet sowie Dahlenwarsleben auf dem Gebiet der Niederen Börde und Ebendorf auf Barlebener Gebiet. Es befindet sich etwa 130 km westlich von Berlin, etwa 135 km östlich von Hannover und etwa 5 km nordwestlich von Magdeburg.
Es befindet sich zudem am Rande der Magdeburger Börde.
Das Autobahnkreuz Magdeburg trägt auf der A 2 die Anschlussstellennummer 68 und auf der A 14 die Nummer 2.

## Geschichte
Die A 2 wurde hier in den 1930er Jahren erbaut. Erst im Jahre 1998 folgte der Bau der A 14, die zuerst in Richtung Süden freigegeben wurde. Am 8. November 2000 folgte dann die Freigabe des Abschnitts bis Dahlenwarsleben. Zurzeit ist ein Weiterbau bis zum Kreuz Schwerin in Planung und teilweise im Bau.

## Bauform und Ausbauzustand
Die A 14 ist in Richtung Norden vierstreifig ausgebaut, in Richtung Süden bis zur Anschlussstelle Magdeburg-Stadtfeld sechsstreifig. Die A 2 ist durchgehend sechsstreifig. Die direkten Rampen im Südost- und Nordwest-Quadranten und die Tangentenrampen sind zweistreifig, die indirekten Rampen und die direkte Rampe im Nordost-Quadranten sind einstreifig ausgeführt.
Als Bauform wurde ein Kleeblatt gewählt. Anstatt einer indirekten Rampe von der A 14 aus Halle auf die A 2 nach Hannover wurde eine Tangentenfahrbahn mit zwei Brückenbauwerken realisiert. Diese soll zur Entlastung der stark frequentierten Relation Halle–Hannover dienen.

## Verkehrsaufkommen
Das Autobahnkreuz Magdeburg wird täglich von rund 102.000 Fahrzeugen durchfahren, damit zählt es zu den am stärksten frequentierten Verkehrsknotenpunkten in Sachsen-Anhalt.
| Von                       | Nach                          | Durchschnittliche tägliche Verkehrsstärke | Durchschnittliche tägliche Verkehrsstärke | Durchschnittliche tägliche Verkehrsstärke | Anteil Schwerlastverkehr | Anteil Schwerlastverkehr | Anteil Schwerlastverkehr |
| Von                       | Nach                          | 2005                                      | 2010                                      | 2015                                      | 2005                     | 2010                     | 2015                     |
| ------------------------- | ----------------------------- | ----------------------------------------- | ----------------------------------------- | ----------------------------------------- | ------------------------ | ------------------------ | ------------------------ |
| AS Irxleben (A 2)         | AK Magdeburg                  | 71.800                                    | 74.100                                    | 73.200                                    | 24,1 %                   | 24,1 %                   | 26,3 %                   |
| AK Magdeburg              | AS Magdeburg-Zentrum (A 2)    | 69.000                                    | 69.100                                    | 75.900                                    | 20,7 %                   | 21,3 %                   | 23,1 %                   |
| AS Dahlenwarsleben (A 14) | AK Magdeburg                  | 11.100                                    | 11.200                                    | 12.700                                    | 23,1 %                   | 18,8 %                   | 18,7 %                   |
| AK Magdeburg              | AS Magdeburg-Stadtfeld (A 14) | 42.000                                    | 40.200                                    | 42.300                                    | 29,6 %                   | 22,2 %                   | 23,1 %                   |